# Siberian Meat Grinder
Siberian Meat Grinder (SMG) ist eine Crossover/Thrash-Metal-Band aus Moskau.

## Geschichte
Die Mitglieder der 2011 gegründeten Band kamen ursprünglich aus verschiedenen Teilen Russlands und fanden sich in Moskau zusammen. Die Band spielt Metal, fühlt sich aber der Punk/Hardcore-Szene zugehörig. Die Mitglieder waren in Moskau bereits in anderen Bands wie What We Feel (Hardcore), Razor Bois (Oi) und Moscow Death Brigade (Hip-Hop) aktiv. Mehrere Mitglieder der Band kommen aus der Graffiti-Szene, was sich unter anderem in Graffiti-lastigen Artwork der Band, zahlreichen Graffiti-Szenen in den Videos und einem sehr stilbetonten Auftreten nach außen zeigt.
Bekannt in Deutschland ist die Band vor allem aufgrund ihrer Liveauftritte. Die Europa-Touren führen vorzugsweise durch Jugendzentren, besetzte Häuser und andere Treffpunkte der linken Szene. Die Band trat auf den Festivals Brutal Assault, With Full Force, Groezrock, Pod Parou, Fluff Fest oder Resist to Exist auf und ging zusammen mit Terror, Sick of It All, Nasty, Deez Nuts oder Pennywise auf Tour.
Videos und Artwork der Band spielten von Anfang an eine wichtige Rolle. Neben den Bandmitgliedern arbeiteten auch immer wieder weitere russische Künstler für die Band. Gerade das Artwork dreht sich um den "Bear Tsar" – den Herrscher der sibirischen Hölle und eine Art Maskottchen der Band. Die Band gibt an, dies vor allem aus Stil-Gründen zu machen. Einerseits weil sie maskierte Superhelden schon seit der Kindheit fasziniert haben, andererseits aber auch als sichtbares Gegenzeichen zur Selbstentblößung via Social Media. Seit 2013 finden diese Touren jährlich statt. Die Band versteht sich selbst als Teil der DIY-Bewegung, veröffentlicht auf dem eigenen Plattenlabel "Siberian Metal Works" und bucht auch die eigenen Touren selbst. Ein erhebliches Problem ist es dabei laut Sänger Vladimir, für die sechs Bandmitglieder Visa für die Europäische Union zu bekommen.
Durch die Touren wurde die Band auch in der internationalen Szene bekannter. Destiny Records nahmen SMG unter Vertrag. In ihrem Video zu Walking Tall trat Vinnie Stigma von Agnostic Front auf.
Die Band wurde von den Mitgliedern ursprünglich als Nebenprojekt zu ihren anderen Bands gegründet und verfolgt einen offeneren Ansatz. Bei SMG sind die Texte weniger politisch als beispielsweise bei der Moscow Death Brigade. Die Musik ist stilistisch abwechslungsreicher. Neben dem Thrash Metal, der das Grundgerüst der meisten Songs bildet, kommen auch Hip-Hop, Stoner Rock oder Ska-Einflüsse vor.

Resist to Exist 2017
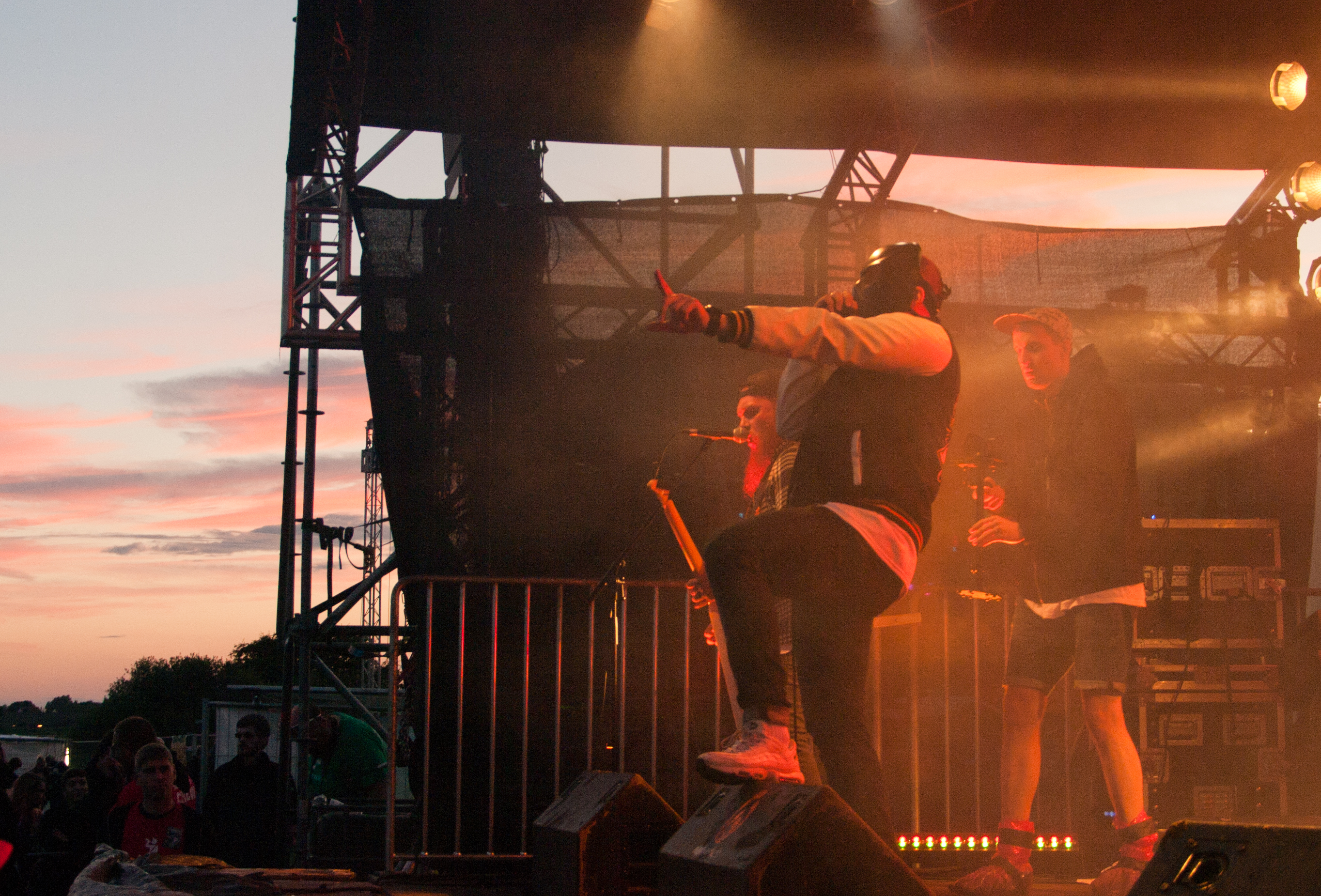
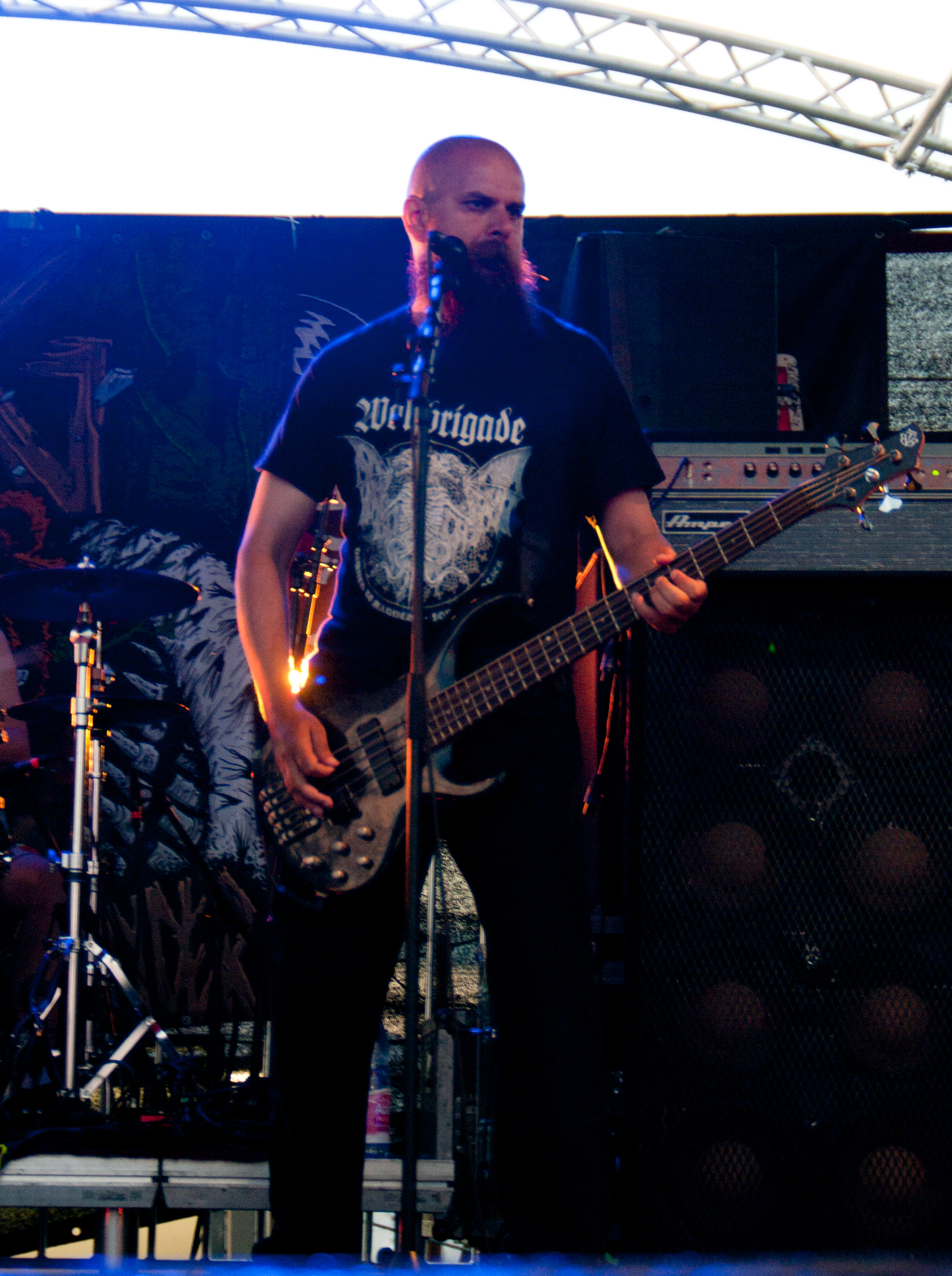
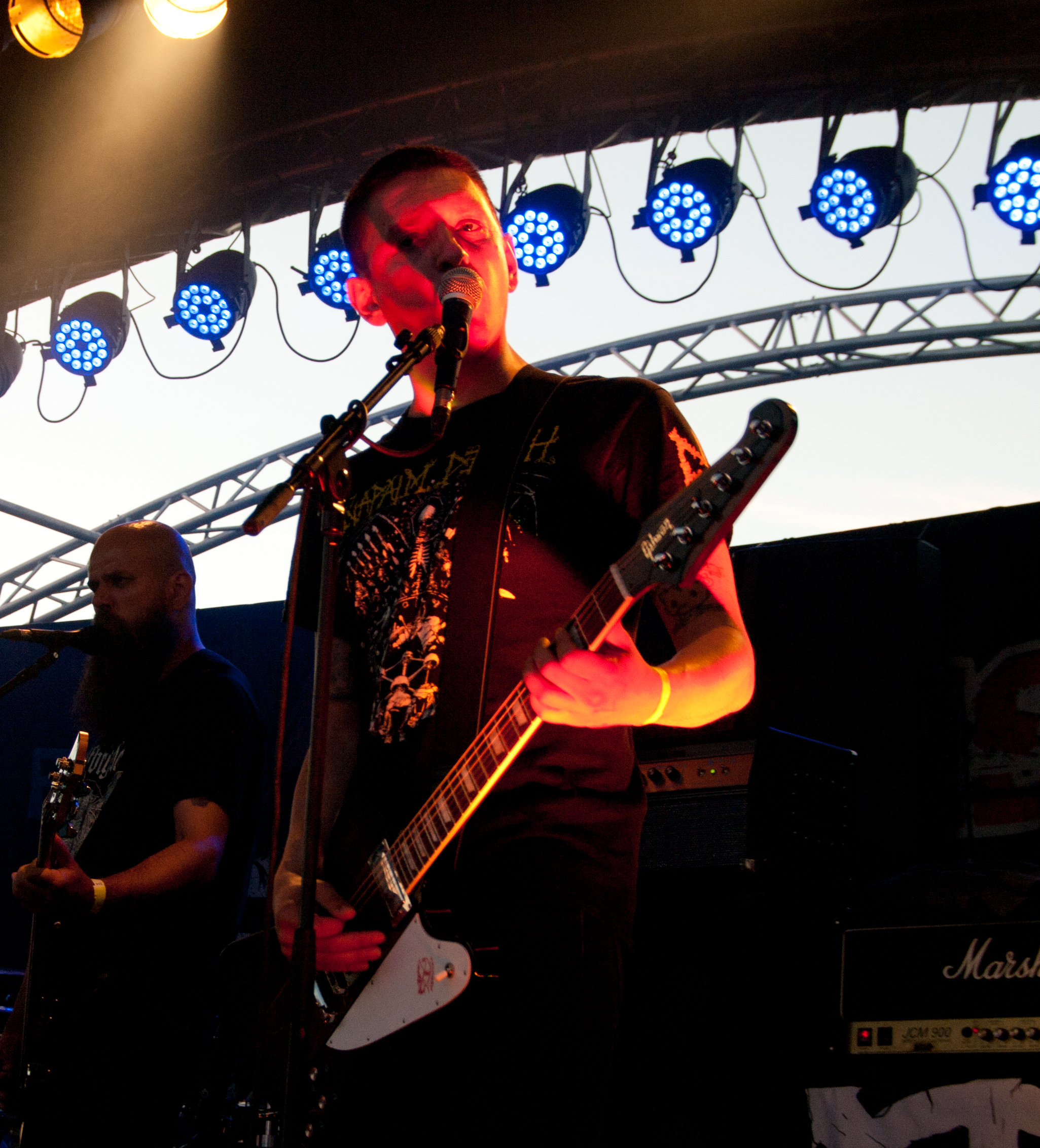

## Diskografie
- 2011: Hail to the Tsar (Single, Siberian Metal Works)
- 2012: Hail to the Tsar (EP, Siberian Metal Works)
- 2013: Versus the World (EP, Siberian Metal Works)
- 2014: Fire in the Heart (Kollaboration)
- 2015: Siberian Meat Grinder (LP, Dirty Six Records / Destiny Records)
- 2017: Metal Bear Stomp (LP, Destiny Records)
- 2022: Join the Bear Cult (Album, Destiny Records)